# 大府市役所
大府市役所（おおぶしやくしょ）は、日本の地方公共団体である大府市の執行機関としての事務を行う施設（役所）。愛知県大府市中央町5丁目70番に所在する。

## 歴史
1958年（昭和33年）10月、知多郡大府町に2階建ての大府町役場が竣工した。1970年（昭和45年）に大府町が市制施行して大府市となると、市制施行に合わせて同年には3階建ての建物が増築された。2000年（平成12年）8月、市制施行30年に合わせて現庁舎が竣工した。

## 施設
庁舎は地上6階、地下1階建てで地下1階には多目的ホールが入り1階から4階まで各課が入る。5階に議事課と議場、6階には議会傍聴席とレストランが入る。また、1階ロビーでは定期的にミニコンサートが開催されるほか、市民ギャラリーとしてパネル展示なども行われている。
| 階  | 概 要                                                                                    |
| --- | ---------------------------------------------------------------------------------------- |
| 6F  | 議会傍聴席1、レストラン・喫茶                                                            |
| 5F  | 議事課、議場                                                                             |
| 4F  | 情報推進課、監査委員事務局、水道課、下水道課、建設管理課、都市整備課、土木課             |
| 3F  | 秘書広報課、青少年女性課、協働促進課、総務課、生活安全課、企画政策課、財政課、都市計画課 |
| 2F  | 契約検査課、農業委員会、農政課、商工労政課、環境課、文化国際課、生涯学習課、学校教育課   |
| 1F  | 市民課、保険医療課、福祉課、児童課、税務課、会計課、銀行                                 |
| B1F | 多目的ホール、001・002・003会議室、時間外受付、中央監視室受付                            |

## 利用案内
開庁時間
- 月曜日から金曜日の8時30分から17時15分（水曜日は19時15分）。
- 土曜日・日曜日・祝日・年末年始（12月29日から1月3日）は閉庁。

交通アクセス
- JR東海道本線・武豊線 大府駅から徒歩で約10分。
- 大府市循環バス（ふれあいバス）「市役所」バス停で下車。

## 周辺施設
- 大府市立大府小学校
- 愛知県立桃陵高等学校
- 大府郵便局
- 大倉公園
- 大倉会館（大府市歴史民俗資料館、大府児童老人福祉センター）